# 금산여자중학교
금산여자중학교(錦山女子中學校)는 대한민국 충청남도 금산군 금산읍 아인리에 있는 공립 중학교이다.

## 학교 연혁
- 1949년 6월 1일 : 금산여자중학교 개교
- 1958년 3월 3일 : 제1회 졸업식
- 1975년 3월 1일 : 금산여중·여고 분리, 현재 건물로 이전
- 2024년 1월 9일 : 제67회 졸업식(93명 졸업, 총 17,454명 졸업)
- 2024년 3월 1일 : 제23대 김순중 교장 부임
- 2024년 3월 4일 : 신입생 입학식(80명)

## 참고 자료
- 금산여자중학교 - 한국교육학술정보원 학교알리미